# Borut Puc
Borut Puc (* 19. Januar 1991 in Bjelovar, Kroatien) ist ein slowenisch-kroatischer Tennisspieler.

## Karriere
Puc ist der Sohn des ehemaligen slowenisch-kroatischen Handballspielers und -funktionärs Iztok Puc und seiner Frau Jasenka Puc geb. Horvat. Seine Mutter ist die Schwester des kroatischen Handballspielers und heutigen Nationaltrainers Hrvoje Horvat.
Puc war auf der ITF Junior Tour erfolgreich und spielte bei drei der vier Grand-Slam-Turniere. Er erreichte 2009 Rang 14 der Junior-Rangliste.
2008 spielte er regelmäßig bei den Profis auf der drittklassigen ITF Future Tour und platzierte sich in der Weltrangliste. 2009 zog er im Einzel in die Top 1000 der Welt ein. 2010 gewann er seine einzigen drei Futuretitel im Einzel und schloss das Jahr mit Platz 530 auf seinem besten Saisonabschlussrang ab. In diesen Jahren trat er unter slowenischer Flagge an, ab 2011 kehrte er zur kroatischen zurück. 2011 versuchte er sich häufiger bei Challengers oder das erste Mal bei Turnieren der ATP World Tour zu qualifizieren, was ihm nur selten gewann. Seinen einzigen Auftritt auf der World Tour hatte er dank einer Wildcard in Umag, wo er an der Seite seines Landsmannes Toni Androić in der ersten Runde verlor. Sein Karrierehoch mit Platz 466 im Einzel erreichte er im Juli 2011 sowie mit Rang 699 im Doppel im September 2009. 2012 und 2013 gewann er nur noch sehr wenige Matches und fiel aus den Top 1000 der Welt, woraufhin er seine Karriere beendete.